# Фреска «Павлин»
«Павлин»  — уникальная для Калининградской области фреска работы тильзитского художника Генри Мутрея, изображающая павлина. Создана в конце XIX века, находится в подъезде жилого дома в исторической части города Советска. Одна из достопримечательностей города.

## История
Возраст фрески свыше ста лет, и равен возрасту дома на улице Ломоносова, в котором она находится. 
Автором фрески с павлином является ландшафтный художник и учитель рисования Генри (Генрих) Мутрей (Henry Muttray). 
В разное время он жил на Кенигсбергерштрассе, 1а (1890 год), на Герихтштрассе, 4(1897 год), на Хоештрассе, 88 (1909 год).
Известно, что для дома Гражданских собраний («Бюргерхалле»), на Хоештрассе, построенного в 1881 году, он выполнил по стенам фрески с видами старого Тильзита. Здание находилось рядом с нынешним городским музеем, и было наполовину разбито во время войны.
Здание снесли.
Уникальная для Калининградской области фреска с павлином могла бы стать гордостью города, к ней можно было бы водить туристов. 
Но так как у неё нет охранного статуса, обращаются с ней по-варварски. 
Еще до ремонта дома прямо по картине, протянули какой-то кабель, во время самого ремонта её не защитили специальной плёнкой от строительной пыли и прочих издержек ремонтных работ.
После ремонта дома в 2012 году фреска оказалась испачкана брызгами штукатурки и побелки и потеряла былую привлекательность. 
В 2023 году памятник отреставрировали.

## Описание
Старинная фреска «Павлин» находится в арке одного из самых респектабельных домов на улице Ломоносова. Богато декорированный дом был построен в стиле неоренессанс, его заказчиком и владельцем (дом построен приблизительно около 1890 года) был городской секретарь Кноспе. Фреска изображает райскую птицу — великолепной красоты павлина, окруженного тропическими растениями. За много лет фреска не потускнела, что означает, что выполнена она была из высочайшего качества красящих материалов.

## Попытки реставрировать фреску
В марте 2014 года общественная организация «Наш город» обратилась с письменным заявлением  к администрации города Советска с просьбой помочь сохранить старинную фреску «Павлин».  Копии писем общественники направили также в Службу государственной охраны объектов культурного наследия. Главный архитектор города Алексей Самаргин ответил, что устранить недостатки, допущенные  при ремонте дома, могут только управляющая компания и сами собственники. После данного ответа был сделан запрос в региональное правительство, откуда пришел ответ, что в 2015 году будет в приоритетном порядке будет проведена государственная историко-культурная экспертиза для всестороннего изучения фрески, по итогам которой будет принято решение о включении данной фрески в список вновь выявленных объектов культурного наследия и поставлен вопрос о реставрации историко-культурной достопримечательности.